# (32711) 4132 T-2
4132 T-2 (asteroide 32711) é um asteroide da cintura principal. Possui uma excentricidade de 0.03266670 e uma inclinação de 6.27553º.
Este asteroide foi descoberto no dia 29 de setembro de 1973 por Cornelis Johannes van Houten e Ingrid van Houten-Groeneveld e Tom Gehrels em Palomar.